# Trevor Howard (cầu thủ bóng đá)
Trevor Edward Howard (sinh ngày 2 tháng 6 năm 1949) là một cựu cầu thủ bóng đá chuyên nghiệp thi đấu ở vị trí tiền vệ hoặc hậu vệ phải.
Howard khởi đầu sự nghiệp với Norwich City, vô địch Second Division năm 1972. Ông trở thành cầu thủ dự bị đầu tiên ghi bàn cho câu lạc bộ khi ghi bàn quyết định vào lưới Hull City ngày 26 tháng 12 năm 1968. Sau 156 lần ra sân và ghi 19 bàn thắng cho Norwich, ông tiếp tục thi đấu cho Bournemouth và Cambridge United. Trong một phần phi vụ chuyển nhượng đến Bourmeounth năm 1974, Tony Powell đổi ngược lại để gia nhập Norwich.

## Danh hiệu
- Vô địch Second Division 1971-72

## Bibliography
- Mike Davage, John Eastwood, Kevin Platt (2001). Canary Citizens. Jarrold Publishing. ISBN 0-7117-2020-7.{{Chú thích sách}}:  Quản lý CS1: nhiều tên: danh sách tác giả (liên kết)